# Lying and Stealing
Lying and Stealing (Brasil: Mentir e Roubar / Portugal: Ladrões com Arte) é um filme de drama policial estadunidense, dirigido por Matt Aselton a partir de um roteiro de Aselton e Adam Nagata. É estrelado por Theo James, Emily Ratajkowski, Fred Melamed, Ebon Moss-Bachrach, Isiah Whitlock Jr. e Evan Handler.
Foi lançado em 12 de julho de 2019, pela Vertical Entertainment.

## Sinopse
Ivan Warding é um ladrão especializado em roubar arte da elite de Los Angeles. Ele é na verdade obrigado por um chefe do crime e quer sair do negócio de roubo de arte. Elyse Tibaldi é uma aspirante a atriz endividada que também é uma vigarista. Juntos, eles planejam um último assalto e trapaça que os libertará de suas obrigações.

## Elenco
- Theo James como Ivan Warding
- Emily Ratajkowski como Elyse Tibaldi
- Fred Melamed como Dimitri Maropakis
- Ebon Moss-Bachrach como Ray Vigilante
- Isiah Whitlock Jr. como Lyman Wilkers
- Evan Handler como Eric Maropakis
- John Gatins como Aton Eisenstadt
- Fernanda Andrade como Mary Bertring
- Bob Stephenson como Sr. Oklahoma
- Keith Powell como Mike Williams

## Produção
Em novembro de 2017, foi anunciado que Theo James, Emily Ratajkowski, Fred Melamed, Ebon Moss-Bachrach, Isiah Whitlock Jr., Evan Handler e John Gatins se juntaram ao elenco do filme, com Matt Aseleton dirigindo um roteiro que escreveu ao lado de Adam Nagata.

## Lançamento
Em janeiro de 2019, a Vertical Entertainment e a DirecTV Cinema adquiriram os direitos de distribuição do filme.  Foi lançado em 12 de julho de 2019. 

## Resposta crítica
No Rotten Tomatoes, o filme tem uma taxa de aprovação de 62% com base em 13 avaliações, com uma classificação média de 6/10. No Metacritic, o filme tem uma pontuação de 50 em 100, com base em 6 críticos, indicando "críticas mistas ou médias".
Dennis Harvey, da revista Variety, escreveu: "Mesmo considerando seus limites orçamentários e elenco de segunda linha, 'Lying and Stealing' consegue ser um prazer escapista retro - aquele cuja inteligência pode ter sido abafada por recursos superficiais mais chamativos."